# Bausch & Lomb Championships 1994
Il  Bausch & Lomb Championships 1994 è stato un torneo di tennis giocato sulla terra verde. È stata la 15ª edizione del torneo, che fa parte della categoria Tier II nell'ambito del WTA Tour 1994. Si è giocato all'Amelia Island Plantation di Amelia Island negli USA dal 4 al 10 aprile 1994.

## Campionesse

### Singolare
Arantxa Sánchez Vicario ha battuto in finale  Gabriela Sabatini con il punteggio di 6–1, 6–4

### Doppio
Arantxa Sánchez Vicario /  Larisa Neiland hanno battuto in finale  Amanda Coetzer /  Inés Gorrochategui con il punteggio di 6–2, 6–7, 6–4